# Matt Gatens
Matthew Hadley Gatens, detto Matt (Iowa City, 13 giugno 1989), è un dirigente sportivo, allenatore di pallacanestro ed ex cestista statunitense.